# Boris-Kidrič-Platz

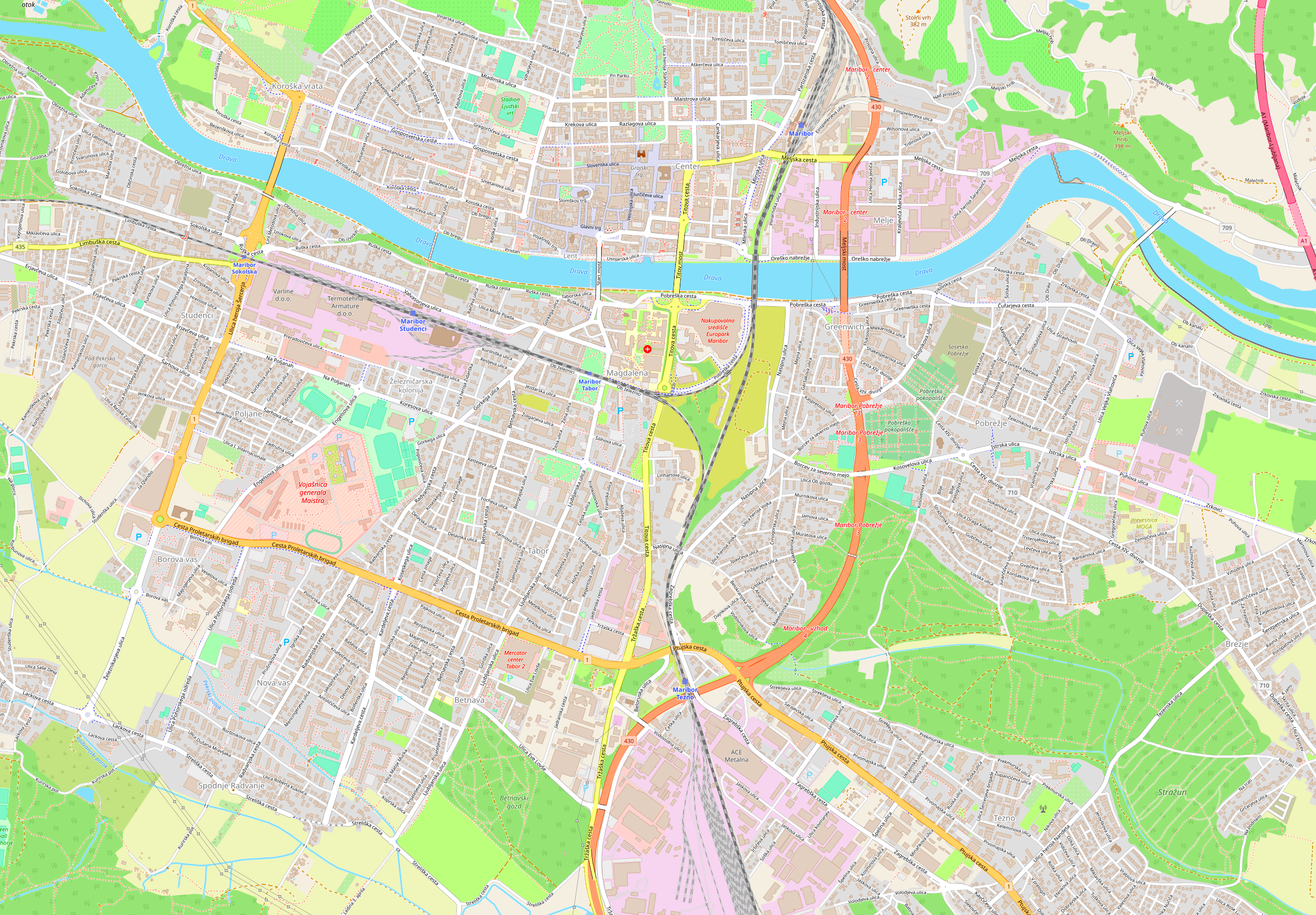

Trg Borisa Kidriča (deutsch: Boris-Kidrič-Platz) ist der Name eines Platzes in Maribor, Slowenien. Er ist benannt nach dem jugoslawischen Politiker und Partisanenführer slowenischer Herkunft Boris Kidrič (1912 bis 1953).

## Geschichte
Im Jahr 1876 wurde der neu geschaffene Platz nach dem deutschen Dichter Christoph Martin Wieland (1733 bis 1813) Wieland-Platz genannt. Von 1899 bis 1919 sowie unter der deutschen Besatzung von 1941 bis 1945 trug er den Namen Tappeiner-Platz – nach dem ehemaligen Bürgermeister von Marburg, Andreas Tappeiner (1810 bis 1868).
1919 bis 1941 und von 1945 bis 1953 war der Name des Platzes Zrinjska trg – unter Bezug auf den kroatischen Grafen Petar Zrinski, einen der an der Verschwörung bedeutender ungarischer und kroatischer Adelsfamilien gegen Kaiser Leopold I. Beteiligten (sogenannte Zrinski-Frankopan-Verschwörung).
Seit 1953 heißt der Platz Trg Boris Kidriča. 1982 wurde er um die stillgelegte Kolodvorska ulica (Bahnhof-Gasse) erweitert.

## Lage
Der Boris-Kidrič-Platz liegt westlich der Partizanska cesta, direkt gegenüber dem Mariborer Hauptbahnhof. Er wird im Norden begrenzt durch die Kopitarjeva ulica.

## Abzweigende Straßen
Kersnikova ulica und Maistrova ulica im Nordwesten, Dominkuševa im Norden, Cafova ulica und Razlagova ulica im Süden und Südwesten.

## Bauwerke und Einrichtungen
- Bahnhof Maribor